# Economia de oferta
Em Ciências Sociais, economia de oferta, economia do dom, economia da doação, economia da dádiva ou ainda cultura da dádiva é uma forma de organização social na qual os membros fazem doações de bens e serviços valiosos, uns aos outros, sem que haja, formal ou explicitamente, expectativa de reciprocidade imediata ou futura, como no escambo ou num mercado. Todavia, a reciprocidade existe, não necessariamente envolvendo as mesmas pessoas, mas como uma corrente contínua de doações.
A economia de oferta é uma forma econômica baseada sobre o valor de uso dos objetos ou ações. Contrapõe-se portanto à economia de mercado, que se baseia no valor de troca de bens e serviços. A doação é na realidade uma troca recíproca com algumas características definidas por convenções e não por regras escritas: a obrigação de dar, a obrigação de receber, a obrigação de restituir mais do que se recebe.
A economia de oferta caracteriza as chamadas economias primitivas. Autosuficientes, elas podem realizar a troca do excedente produzido pelos poucos bens que não conseguem produzir.
Um típico exemplo de economia de oferta é a prática do Potlatch dos indígenas americanos, como a economia dos iroqueses  ou da Kula, a cerimônia dos habitantes das ilhas Trobriand.
O antropólogo Marshall Sahlins escreve que as economias da Idade da Pedra eram - por sua natureza de economias de oferta - economias de abundância, e não de escassez, ao contrário do pressuposto tipicamente moderno acerca da sua pobreza objectiva.
Lewis Hyde localiza a origem das economias de oferta na partilha de comida. O Potlatch, ritual indígena frequentemente citado como um dos modelos da economia de oferta, também se originou como um “grande banquete”. Hyde argumenta que isto levou à formação da noção largamente difundida de que uma doação deva ser algo perecível.
Em muitas sociedades proíbe-se a venda de doações ou o seu uso como bem de capital. O antropólogo Wendy James escreve que, entre os Uduk do nordeste africano, qualquer oferenda que cruze as fronteiras da tribo tem que ser consumida, e não "investida". Por exemplo, um animal doado tem que ser comido e não destinado à procriação.
No entanto, este "perecimento" da oferenda pode não significar o seu consumo, mas sim a passagem da dádiva para frente, para os outros. Há sociedades em que se trata de fazer outra doação, quer directamente ao doador, em retribuição, quer a um terceiro. Ficar com a oferenda e não dar outra em troca é reprovável. “Em lendas populares”, nota Hyde, “a pessoa que tenta parar uma corrente de doações geralmente morre.”
Economias de oferta podem eventualmente coexistir, como subgrupos, com as economias planificadas, com as economias de mercado ou com as economias de escambo. Há diferentes explicações para a existência dessas organizações: altruísmo, investimento, segurança, aquisição de prestígio e oportunidade e reforço de relações sociais, entre outras.
Na economia de mercado, uma forma que se aproxima da economia de oferta se encontra na economia de comunhão, idealizada por Chiara Lubich, no âmbito das empresas ligadas ao Movimento dos Focolares, e que prevê a destinação de um terço dos resultados à consolidação da própria empresa, um terço à ação do movimento focolar no mundo, e um terço às ações humanitárias.

## História
Economia do dom ou economia da dádiva são termos frequentemente usados para traduzir o conceito de don (francês), de Marcel Mauss, apresentado no texto Essai sur le don, de 1924.
Mauss estuda os fluxos de objetos materiais, rituais, pessoas, nomes etc., e suas dimensões simbólicas em tribos e sociedades arcaicas da Melanésia, Polinésia e do nordeste dos Estados Unidos, entre outras, como base de sua estrutura social. O próprio autor qualifica o texto como parte de estudos mais amplos sobre a organização dos contratos e pactos no que propõe ser um sistema de “serviços econômicos totais” (um complexo de trocas que têm funções sociais, religiosas, morais, econômicas etc.). Essas trocas se operam entre os subgrupos formadores das sociedades primitivas ou arcaicas.
Existe, entretanto, uma limitação linguística que pode dificultar a compreensão do conceito de dom. Marcel Mauss dedica algumas páginas do estudo a essas variações, que mostram nelas mesmas os diferentes modos de se lidar com ofertas, trocas e recíprocas nas sociedades estudadas. Cita Holmes, que observa dois dialetos, em Papua e na Melanésia, os quais
...têm um só termo para designar os termos comprar, vender, emprestar e pegar emprestado. Operações opostas são expressas pela mesma palavra. 
Desta forma, é importante que não se faça interpretações dos termos "troca", "oferta" e "presente" a partir dos seus correspondentes na sociedade ocidental. Assim como não há mercados de compra e venda na maioria dessas comunidades arcaicas, as ofertas, os presentes e as visitas não são, de forma nenhuma, desinteressados. No prefácio do próprio Ensaio, Mary Douglas afirma que se trata de uma teoria sobre a solidariedade humana; no entanto, cita uma declaração marcante de Mauss: “Presente puro? 'Nonsense'!”
Portanto, presentes ou serviços que se apresentariam à primeira vista na forma de ofertas voluntárias fazem parte de uma organização que torna a reciprocidade uma obrigação. É importante ressaltar que não há equivalência, mas sempre ofertas cada vez maiores, num pacto onde um dos indivíduos sempre está em dívida com outro. A honra, a reputação e o reconhecimento se tornam fatores fundamentais para o funcionamento das sociedades analisadas.
Como dons, são definidos objetos e ações tão diferentes quanto presentes, cerimônias, serviços, esmolas, visitas, o consumo e a destruição de bens valiosos. Segundo a teoria, dispor de um bem, seja ofertando-o ou destruindo-o, é a base para a formação de alianças e geração de respeito. Permeados sempre por significados simbólicos diversos, os contratos são feitos com base na oferta. Dispor de um objeto significa fazer um pacto.
São importantes as noções de mana dos objetos, uma espécie de magia que envolve determinados bens, e hau, o “espírito da dádiva”. O mana pode ser traduzido como mágica, mas também como autoridade. O hau, como o espírito do objeto pessoal (taonga) ofertado que deseja ser retornado à pessoa de origem na forma de outro objeto (que, por sua vez, mudará de lado a obrigação). O autor afirma que, em algumas situações, ofertar é pedir, e aceitar a oferta é endividar-se.
Nessas tribos, metais preciosos, comida e objetos são ofertados não pelo seu valor intrínseco, mas são repletos de significado. O principal exemplo eram os colares de conchas e braceletes na Polinésia. É o que se denomina kula. O kula é a expressão mais solene de reconhecimento, e não pode ser ofertada a qualquer um, nem tampouco trocada ou vendida, pois seu valor está distribuído entre o bem material e o rito de oferta que dele se faz.
Uma analogia com a sociedade atual (apenas para efeito de comparação e compreensão) é a cerimônia do Oscar, no cinema, assim como tantas outras premiações organizadas na forma de jantares e festas pomposas, onde se confere status a partir do reconhecimento dos pares.
A economia de oferta é uma forma de organização, não um tipo de contrato que se assina conscientemente. Mauss escreve:
Não se está falando em termos legais: estamos falando de homens e grupos de homens, porque são eles, é a sociedade, são os sentimentos humanos (...) que se transformam em ação.
Ainda assim, a noção de dádiva ou dom pode ser aplicada a relações inerentes à chamada sociedade capitalista. Do nível mais global ao mais local, encontram-se experiências que podem ser tratadas a partir daí: a relação de dívida e crédito entre países, os favores políticos em época de eleições, as festas e presentes entre parentes e amigos, os mutirões e churrascos nas lajes e mesmo a relação de fidelidade entre fregueses e lojistas ou consumidores e os produtos de grandes empresas.
No Brasil, durante a vigência da ordem escravocrata, os homens livres e pobres, dependentes do favor dos senhores de terras, viviam à sombra de suas dádivas. "A cultura política da dádiva sobreviveu ao domínio privado das fazendas e engenhos coloniais, sobreviveu à abolição da escravatura, expressou-se de uma forma peculiar no compromisso coronelista e chegou até nossos dias". A dádiva, em cuja base estão as relações de mando e subserviência, acaba sendo uma espécie de substituto aos direitos básicos de cidadania. Ao criar uma aparência de encurtamento das distâncias sociais, contribui para que situações de conflito frequentemente resultem em conciliação.
Alguns autores têm sugerido que modalidades de economias de oferta possam ser a chave para quebrar o ciclo da pobreza, e para isso defendem a reformulação de toda a sociedade. Esta posição é particularmente cara aos anarco-comunistas, que têm como ideal uma economia de doação pura - sem dinheiro, nem mercados, nem planejamento econômico centralizado. As origens desta visão podem ser traçadas até Piotr Kropotkin, que verificou, nas tribos de caçadores-colectores que visitou, o paradigma da ajuda mútua.

## Exemplos na cultura moderna
Elementos de economias de oferta existem profusamente integradas na economia mundial contemporânea.

### Adopção
Em muitas sociedades, pode-se dar um filho para adopção, mas não se pode vender o próprio filho.

### Sexo
Também é frequente ser legal e tolerada praticamente toda actividade sexual entre adultos, desde que não haja troca de dinheiro envolvida no processo. Se isso se verificar, o acto é considerado em muitas sociedades como reprovável ou mesmo criminoso.

### Doação de órgãos
A doação de órgãos é activamente encorajada; no entanto, a venda de órgãos é considerada quase universalmente um crime grave. A maior parte dos sistemas de doação de órgãos não dá nenhum tipo de compensação ao doador ou à sua família.

### Bancos de sangue
O sistema de bancos de sangue prevalente em vários países não dá nenhuma recompensa significante por doações de sangue. Pagamentos são frequentemente considerados suspeitos ou até criminosos.

### Informação
A informação é um bem particularmente bem adaptado a economias de doação. Por um lado, a informação pode ser transmitida e copiada praticamente a custo zero; por outro, a informação é o que se chama de bem não rival: quando se dá informação, não se perde o todo nem parte da informação que se tem (embora se possam perder certos benefícios que poderiam ser ganhos na economia de mercado a partir dos direitos de propriedade intelectual).

#### Internet
A Internet é provavelmente o exemplo mais bem sucedido de uma economia de doação aplicada à informação. A grande maioria dos milhões de páginas existentes está disponível para consulta gratuita, sem que os autores recebam qualquer pagamento derivado dessa consulta. A Wikipedia é um óptimo exemplo desse conceito: a enciclopédia on-line é gratuita e foi construída inteiramente por contribuições de milhares de voluntários, estando disponível a sua edição a qualquer internauta que queira contribuir com informação adicional.

#### Software livre
A comunidade de software livre é outro exemplo de uma economia de doação de informação. Os programadores elaboram o código-fonte e disponibilizam-no gratuitamente, permitindo livremente a cópia e a modificação e o melhoramento do código. Os programadores individuais são assim mais prestigiados e respeitados, e a comunidade como um todo se beneficia de melhor software. Muitas vezes, há expectativa de retorno, não ligado ao código em si, mas a serviços desenvolvidos em torno do software livre.

#### Ciência
A pesquisa científica tradicional é também uma economia de doação de informação. Os cientistas produzem artigos e oferecem-nos à comunidade científica através de jornais e revistas de ciência, e conferências. Outros  cientistas utilizam e citam livremente o conteúdo desses artigos nos seus próprios trabalhos. Quanto mais referenciado for um cientista, maior é o seu prestígio, o que pode facilitar a obtenção de fundos e de posições mas também beneficia toda a comunidade científica pelo acréscimo de conhecimento.

### Famílias
Economias de doação em pequena escala existem também na maior parte das famílias, com doação de tempo, dinheiro, alimento, protecção e conhecimento empírico sem qualquer negociação prévia de retribuição. Na grande maioria das sociedades, os pais sustentam os filhos pelo menos durante a infância (e, nalgumas sociedades, até após a adolescência e a maioridade) sem o estabelecimento explícito de uma obrigação de retorno, mas sim de um dever implícito de fazer o mesmo à geração seguinte.

### Festas
Da mesma forma, festas podem ser consideradas como  economias de doação em pequena escala, nas quais comida, bebidas, acomodações, entretenimento, música e espaço são cedidos livremente pelos participantes, sem que haja relação directa entre o que oferecem e o que consomem.